# Judianna Makovsky
Pour les articles homonymes, voir Makovski.
Judianna Makovsky est une costumière américaine née dans le New Jersey le 24 août 1967. 

## Filmographie

### Télévision
Téléfilms
- 1992 : Miss Rose White
- 1992 : Those Secrets  (sous le nom de "Judiana Makovsky")
- 1989 : Margaret Bourke-White

Séries télévisées
- 1993 : Tribeca (épisode : The Box)
- 1993 : Wild Palms (mini-série)
- 2011 : Chaos (épisode : Pilot)

### Cinéma
- 1984 : Cotton Club (The Cotton Club) de Francis Ford Coppola
- 1987 : Radio Days de Woody Allen
- 1987 : Jardins de pierre (Gardens of Stone) de Francis Ford Coppola
- 1987 : September de Woody Allen
- 1988 : Tucker (Tucker: The Man and His Dream) de Francis Ford Coppola
- 1988 : Big de Penny Marshall
- 1989 : Le Carrefour des Innocents (Lost Angels) d'Hugh Hudson
- 1990 : Dick Tracy de Warren Beatty
- 1990 : Le Mystère von Bülow (Reversal of Fortune) de Barbet Schroeder
- 1993 : Six degrés de séparation (Six Degrees of Separation) de Fred Schepisi
- 1994 : Tel est pris qui croyait prendre (The Ref) de Ted Demme
- 1994 : L'Expert (The Specialist) de Luis Llosa
- 1995 : Mort ou vif (The Quick and the Dead) de Sam Raimi
- 1995 : La Petite Princesse (A Little Princess) d'Alfonso Cuarón
- 1996 : Lame de fond (White Squall) de Ridley Scott
- 1997 : Lolita d'Adrian Lyne
- 1997 : L'Associé du diable (The Devil's Advocate) de Taylor Hackford
- 1998 : De grandes espérances (Great Expectations) d'Alfonso Cuarón
- 1998 : Pleasantville de Gary Ross
- 1998 : Les Ensorceleuses (Practical Magic) de Griffin Dunne
- 1998 : Pour l'amour du jeu (For Love of the Game) de Sam Raimi
- 1999 : Gloria de Sidney Lumet
- 2000 : La Légende de Bagger Vance (The Legend of Bagger Vance) de Robert Redford
- 2001 : Harry Potter à l'école des sorciers (Harry Potter and the Philosopher's Stone) de Chris Columbus
- 2003 : Pur Sang, la légende de Seabiscuit (Seabiscuit) de Gary Ross
- 2004 : Benjamin Gates et le Trésor des Templiers (National Treasure) de Jon Turteltaub
- 2006 : X-Men : L'Affrontement final (X-Men: The Last Stand) de Brett Ratner
- 2007 : Mr. Brooks de Bruce A. Evans
- 2007 : Benjamin Gates et le Livre des secrets (National Treasure: Book of Secrets) de Jon Turteltaub
- 2008 : L'Assistant du vampire (Cirque du Freak: The Vampire's Assistant) de Paul Weitz
- 2010 : Le Dernier Maître de l'air (The Last Airbender) de M. Night Shyamalan
- 2011 : Effraction (Trespass) de Joel Schumacher
- 2012 : Hunger Games (The Hunger Games) de Gary Ross
- 2013 : My Movie Project (segment : Happy Birthday) (Movie 43) de Peter et Bobby Farrelly
- 2013 : The Face of Love d'Arie Posin
- 2014 : Earth to Echo de Dave Green
- 2014 : Captain America : Le Soldat de l'hiver (Captain America: The Winter Soldier) d'Anthony et Joe Russo
- 2015 : Les Derniers jours dans le désert (Last Days in the Desert) de Rodrigo García
- 2015 : Chair de poule, le film de Rob Letterman
- 2018 : Avengers: Infinity War d'Anthony et Joe Russo
- 2021 : The Suicide Squad de James Gunn
- 2022 : The Gray Man d'Anthony et Joe Russo
- 2024 : The Electric State d'Anthony et Joe Russo
- 2025 : Superman de James Gunn

## Nominations
- Oscar de la meilleure création de costumes
  - 1998 pour Pleasantville[1]
  - 2002 pour Harry Potter à l'école des sorciers[2]
  - 2004 pour Pur Sang, la légende de Seabiscuit[3]